# Masteria franzi
Masteria franzi är en spindelart som beskrevs av Raven 1991. Masteria franzi ingår i släktet Masteria och familjen Dipluridae.
Artens utbredningsområde är Nya Kaledonien. Inga underarter finns listade i Catalogue of Life.